# Hal Roach
Hal Roach, nascido Harold Eugene Roach (Elmira, 14 de janeiro de 1892 – Bel Air, 2 de novembro de 1992) foi um produtor norte-americano de cinema e televisão, diretor e ator da década de 1910 à década de 1990.
Em 1912 ele foi para Hollywood e tentou a sorte como ator, produzindo e dirigindo Just Nuts em 1915, e fazendo amizade com Harold Lloyd, que estrelou no filme. Em 1919, ele fundou Hal Roach Studios e continuou a produzir outras comédias. Muitos dos comediantes mais populares trabalharam com Roach, como Charley Chase (1893–1940) e Laurel & Hardy (1926–1940).